# Жир'є (Шибеник)
Жир'є (хорв. Žirje) — населений пункт у Хорватії, у Шибеницько-Книнській жупанії у складі міста Шибеник.

## Населення
Населення за даними перепису 2011 року становило 103 осіб.
Динаміка чисельності населення поселення:

## Клімат
Середня річна температура становить 15,69 °C, середня максимальна – 26,35 °C, а середня мінімальна – 4,44 °C. Середня річна кількість опадів – 683 мм.
| Клімат поселення                              | Клімат поселення | Клімат поселення | Клімат поселення | Клімат поселення | Клімат поселення | Клімат поселення | Клімат поселення | Клімат поселення | Клімат поселення | Клімат поселення | Клімат поселення | Клімат поселення | Клімат поселення |
| Показник                                      | Січ.             | Лют.             | Бер.             | Квіт.            | Трав.            | Черв.            | Лип.             | Серп.            | Вер.             | Жовт.            | Лист.            | Груд.            |                  |
| Середній максимум, °C                         | 12,96            | 12,92            | 14,04            | 17,15            | 22,05            | 26,15            | 26,35            | 25,99            | 22,62            | 19,55            | 15,52            | 12,25            |                  |
| Середня температура, °C                       | 8,73             | 8,67             | 9,80             | 12,92            | 17,81            | 21,92            | 24,05            | 23,69            | 20,30            | 17,25            | 13,22            | 9,95             |                  |
| Середній мінімум, °C                          | 4,49             | 4,44             | 5,56             | 8,69             | 13,57            | 17,65            | 21,75            | 21,39            | 18,01            | 14,94            | 10,92            | 7,66             |                  |
| Норма опадів, мм                              | 63               | 53               | 56               | 58               | 45               | 44               | 23               | 39               | 71               | 75               | 84               | 72               |                  |
| Середньомісячна швидкість вітру, м/с          | 3.20             | 3.30             | 3.40             | 3.22             | 2.80             | 2.60             | 2.60             | 2.50             | 2.80             | 2.90             | 3.56             | 3.44             |                  |
| Середньомісячна сонячна радіація, кДж/м²·день | 5366             | 8163             | 12020            | 16859            | 21117            | 23693            | 25230            | 21924            | 16217            | 10515            | 5845             | 4666             |                  |
| --------------------------------------------- | ---------------- | ---------------- | ---------------- | ---------------- | ---------------- | ---------------- | ---------------- | ---------------- | ---------------- | ---------------- | ---------------- | ---------------- | ---------------- |
| Джерело:                                      |                  |                  |                  |                  |                  |                  |                  |                  |                  |                  |                  |                  |                  |